# Maximilien Laroche
Maximilien Laroche est un professeur à l'Université Laval, écrivain, spécialiste de littérature haïtienne, québécoise, française et créole. Né au Cap-Haïtien, le 5 avril 1937, il est mort le 27 juillet 2017 à Québec, au Canada.

## Biographie

### Formation[2]
Inscrit au Collège Notre-Dame-du-Perpétuel-Secours en 1942, Maximilien Laroche y fera ses cours primaires et secondaires et en sortira, en 1955, détenteur des deux baccalauréats consacrant la fin des études secondaires.
De 1955 à 1958, il étudiera à l’École libre de Droit du Cap-Haïtien. Au terme de ses études, il obtiendra une licence en Droit et, l’année suivante, en 1959, il fut admis au Barreau du Cap-Haïtien.
Ayant reçu, en 1960, une bourse d’études du Conseil des Arts du Canada, il étudia à la Faculté des Lettres de l’Université de Montréal où il obtint, en 1962, une licence es-lettres en littérature française et une maîtrise ès-arts en littérature espagnole. Il commença à enseigner, tout en poursuivant des études qui le menèrent, en 1968, au diplôme d’études supérieures en littérature française. Puis, en 1969, il se rendit en France, à l’Université de Toulouse-Le Mirail, poursuivre des études de doctorat qu’il acheva en 1971.

## Distinctions
- 1988 : Membre de l’ordre des Francophones d’Amérique, élu par le Conseil de la langue française du gouvernement du Québec[4]
- 1990 : Médaille du Conseil général de la Martinique;
- 1999 : Chevalier de l’ordre national Honneur et Mérite de la République d’Haïti[5] ;
- 2009 : Doctorat honoris causa de l'université McMaster[6],[7]

## Livres[8]
- 1963 : Haïti et sa littérature, cahier no 5, Montréal, A.G.E.U.M.[9],[10],[11]
- 1968 : La dramaturgie de Marcel Aymé. Thèse (D.E.S.) Université de Montréal[12]
- 1968 : Portrait de l’Haïtien, dans L’Haïtien, cahier no 10, Montréal, Éditions Ste-Marie[10],[13]
- 1970 : Marcel Dubé, collection écrivains canadiens d’aujourd’hui, Montréal, Fidès[14],
- 1970 : Le miracle et la métamorphose, essai sur les littératures du Québec et d’Haïti  Montréal, Éditions du Jour[15].
- 1975 : Deux études sur la poésie et l’idéologie québécoises, Cahiers de l’Institut supérieur des sciences humaines, collection science de la culture, no 3, Québec, Université Laval[16],[17]
- 1978 : L’image comme écho, essais sur la littérature et la culture haïtiennes, Montréal, Édition Nouvelle Optique[18],
- 1978 : Le Romancero aux étoiles et l'œuvre romanesque de Jacques-Stephen Alexis [19],[20],[21]
- 1981 : La littérature haïtienne, identité, langue, réalité, Montréal, Leméac[22],
- 1984 : Trois études sur Folie de Marie Chauvet, Collection Essais, Québec, GRELCA[23].
- 1987 : Contribution à l’étude du réalisme merveilleux, Collection Essais, Québec, GRELCA[24],[25].
- 1987 : L’Avènement de la littérature haïtienne, Collection Essais, Québec, GRELCA[26].
- 1988 : Le patriarche, le marron et la dossa : essai sur les figures de la gémellité dans le roman haïtien, Collection Essais, Québec, GRELCA[27].
- 1989 : La découverte de l’Amérique par les Américains, essais de littérature comparée, Québec, GRELCA[28].
- 1991 : La double scène de la représentation, oraliture et littérature dans la Caraïbe, Québec, GRELCA; 2000 : Port-au-Prince, Édition Mémoire[29].
- 1991 : Juan Bobo, Jan Sòt Ti Jan et Bad John Figures littéraires de la Caraïbe. GRELCA[30],[31]
- 1993 : Dialectique de l’américanisation, Québec, GRELCA [32]
- 1994 : Sémiologie des apparences, Québec, GRELCA[33]
- 1996 : Hier : analphabètes, aujourd’hui :autodidactes, demain : lettrés, Québec, GRELCA[34]
- 1997 : Bizango, essai de mythologie haïtienne, Québec, GRELCA[35]
- 2000 : Teke, Collection Rupture, Port-au-Prince, Édition Mémoire [36]
- 2002 : La Mythologie haïtienne, Québec, GRELCA[37]
- 2004 : Prinsip Marasa, Québec, GRELCA[38]
- 2007 : La littérature haïtienne comparée, Québec, GRELCA[39],[40]
- 2007 : Se nan chimen jennen yo fè lagè, Québec, GRELCA[41],[42]
- 2013 : Le poids des mots, Québec, GRELCA[43]
- 2013 : Nan kalfou espastan, sa k ap pase ? Québec. GRELCA[44],[45]

## Articles
- 1962 : La Littérature haïtienne : ethnie, histoire et lettres[46],[10]
- 1962 : La Littérature haïtienne : nouvelles influences [47],[10]
- 1962 : La Littérature haïtienne : quelques écrivains d'aujourd'hui[48],[10]
- 1964 : Similitudes des littératures québécoise et haïtienne [49],[10]
- 1969 : Notes sur le style de trois poètes : Roland Giguère, Gatien Lapointe et Paul Chamberland[50].
- 1970 : Le langage théâtral[50]
- 1970 :  Le pays : un thème et une forme[51]
- 1971 : Le héros ambigu et le personnage contradictoire[52]
- 1973 : « La Tragédie du roi Christophe » du point de vue de l’histoire d’Haïti[53]
- 1973 : Rassoul Labuchin, Le Ficus, Port-au-Prince, Imprimerie Théodore, 1971[54].
- 1973 : Nouvelles notes sur « le Petit Chaperon rouge » de Jacques Ferron[55]
- 1973 : Sentiment de l’espace et image du temps chez quelques écrivains québécois[56]
- 1974 :  Image du nègre et rhétorique dans la littérature haïtienne. [57]
- 1974 : Léon-François Hoffmann, Le Nègre romantique .[58]
- 1974 : Henock Trouillot, Le gouvernement du roi Henri Christophe, Port-au-Prince, Imprimerie Centrale, 1974[59]
- 1974 : Image du Nègre et rhétorique dans la littérature haïtienne [60],[10]
- 1975 : Esquisse d’une sémantique du créole haïtien et du joual québécois[61]
- 1975 : L’américanité ou l’ambiguïté du « Je »[62]
- 1975 : Esquisse d’une sémantique du créole haïtien et du joual québécois[61]
- 1975 : Le phénomène du théâtre québécois[63]
- 1975 : La Fonction anti-idéologique du héros dans le récit haïtien[64],[10],[65]
- 1975 : Max Dorsinville, Caliban Without Prospéro, Essay  on Quebec and black literature [66]
- 1976 : Le théâtre [67]
- 1976 : La Fonction anti-idéologique du héros dans le récit haïtien[68]
- 1976 :  Le Colonialisme dans les littératures du Québec et d'Haïti [69],[10]
- 1978 : Violence et langage dans les littératures d'Haïti et des Antilles françaises[70],[10]
- 1979 : La Quête de l'identité culturelle dans la littérature haïtienne[71],[10]
- 1980 : « Le Théâtre de la Maintenance » « Le Jardin de la maison blanche » « Une marquise de Sade et un lézard nommé King-Kong[72].
- 1980 : Le Théâtre haïtien et la conscience du peuple[73]
- 1981 : La langue française en Haïti[74]
- 1981 : La literatura en haitiano[75],[10]
- 1983 : La littérature québécoise face à la littérature latino-américaine suivi d'un débat avec Irlemar Chiampi, Italo Caroni, Diva Barbaro Damato, Leyla Perroné-Moises, Flavio Aguiar, Maria Aparecida Santili et Fernão Mourão [76]
- 1983 : Gisèle Ampleman, Gérard Doré, Lorraine Gaudreault, Claude Larose, Louise Leboeuf, Denise Ventelou[77]
- 1984 : Tradition et novation dans la littérature en haïtien[78],
- 1984 : L’Afrique dans la littérature haïtienne : la construction d'un modèle[79],[10]
- 1986 : Notes.[80]
- 1989 : De Dubé à Dubois : l’illusion spéculaire[81].
- 1991 : Américanité et Amérique[82].
- 1993 : La beauté. [83]
- 1993 : Images de la femme dans la lyrique populaire haïtienne[84]
- 1993 : Dialética da americanização[85]
- 1994 : Alain Baudot, Bibliographie annotée d’Édouard Glissant[86],
- 1995 : La bataille de Vertières et le Cahier d’un retour au pays natal : westerns du Tiers-Monde[87]
- 1999 : Du bon usage des écrivains qui viennent de loin.[88].
- 2000 : Rose, Flor, Maria et Anaïse. (Le Colonel Chabert d'Honoré de Balzac et ses variantes : brésilienne, québécoise, haïtienne...)[89]
- 2006 : J’oublie, je me souviens, je rêve[90]
- 2010 : Bref commentaire sur trois poèmes d’Oswald Durand et un récit de Dany Laferrière[91]
- 2014 : Vodu: o Ounfò revisitado [92]
- 2015 : De l'Amérique française au Québec francophone : parcours d'une littérature[93]
- 2016 : La longue marche des femmes haïtiennes: de la sœur à la mère[94],[95]    - NOTE: Ceci est un article, à ne pas confondre avec livre posthume, La longue marche, à paraître chez GRELCA

## Édition
La création du GRELCA, dans le but d’entraîner ses étudiants à la recherche sur les littératures de la Caraïbe francophone, a permis à Maximilien Laroche de continuer à publier sur les littératures d’Haïti, des Antilles et de l’Amérique latine.
GRELCA = groupe de recherche sur les littératures de la Caraïbe. Sainte-Foy (Québec) 
- 1987 : Le réalisme merveilleux dans Les arbres musiciens de Jacques-Stéphen Alexis[97]
- 1988 : Tradition et modernité dans les littératures francophones d'Afrique et d'Amérique, actes du colloque tenu à l'Université Laval le 5 mars 1988, Collection Essais, 264 p. Sainte-Foy : GRELCA, 1988[98].
- 1994 : Bibliographie d'Haïti[99] GRELCA

## Traduction
- L'histoire d'Haïti racontée aux enfants = [Istwa peyi Dayiti ak Ti Mimi]. Traduction créole par Maximilien Laroche[100],[101]

## Livres et articles disponibles en ligne
Une grande partie des publications de Maximilien Laroche est disponible en ligne grâce à érudit, à l'UQAC, à l'Association science et bien commun, au Syndicat des professeures et professeurs de l'université Laval, au Réseau des jeunes bénévoles des Classiques des sciences sociales en Haïti  et à Jean-Marie Tremblay, sociologue, professeur associé de Université du Québec à Chicoutimi.

## Jurys et comités
- 1979 : Jury international du prix Casa de las Americas à la Havane[105]
- 1987-1999 : Comité international des études créoles [106]
- 1989 - 2009 : Jury du Prix Carbet de la Caraïbe[105]
- 1992 : Conseil des Arts du Canada - Jury d'évaluation d'aide aux revues littéraires[105]
- 1992 : Secrétariat d'État au multiculturalisme - Jury pour le programme d'édition et de publication [105]
- 1992 : Comité d'exploration de la chaire Black Studies  à l'Université Dalhousie [105]
- 1993 - 1997 : Comité consultatif des études ethniques canadiennes du ministère du Patrimoine [105]
- 1996 : Comité consultatif national du concours et des prix Mathieu Da Costa[105]
- 1998 - 2003 : Conseil d'administration du Musée de la Civilisation à Québec[105]
- 2003 : Conseil des Arts du Canada - Jury du Prix du Gouverneur général (section essais) [105]
- 2004 : Jury international du prix Casa de las Americas à la Havane[105]

## Entrevues - Radio
Parmi la collection ''Radio Haiti Archives  - Duke University Digital Repository', on retrouve plusieurs entrevues de Maximilien Laroche. Certaines sont déjà numérisées, d'autres, seulement disponibles aux Duke Libraries.
- Entre Nous : Maximilien Laroche, critique littéraire 17 mai 1997, avec Danièle Magloire, est numérisée.
- Entre Nous : Maximilien Laroche, critique littéraire avec Georges Castera., 1988-08-07[107] (avec de nombreuses fautes de frappe dans le prénom.)
- Entre Nous : Maximilien Laroche, critique littéraire, 1996[108]
- Dany Laferrière et Rodney St-Eloi : À propos de Maximilien Laroche[109]